# Itd
„itd” – pismo studenckie wydawane przez Zrzeszenie Studentów Polskich w latach 1961–1990, reaktywowane w 2005.

## Charakterystyka
W 1957 roku zostało zlikwidowane pismo „Po prostu”, w jego miejsce powstało nowe czasopismo „Odnowa”, w którym znalazła się duża część ludzi pracujących dla „Po prostu”. W 1960 roku „Odnowa” zmieniła tytuł na „itd” (w winiecie pisane małymi literami), które stanowiło kontynuację poprzednich wydawnictw – stąd nazwa „itd”, czyli „i tak dalej”. Było to pismo ilustrowane, wydawane przez Młodzieżową Agencję Wydawniczą.
Jednym z redaktorów naczelnych był Aleksander Kwaśniewski. Pracował w nim także Henryk Sawka, rysunki satyryczne publikowali Andrzej Mleczko, Antoni Chodorowski i Zygmunt Zaradkiewicz.